# Hayden Christensen
Hayden Christensen, född 19 april 1981 i Vancouver, är en kanadensisk skådespelare.
Hans mest kända rollprestation hittills är som Anakin Skywalker i Star Wars: Episod II – Klonerna anfaller och Star Wars: Episod III – Mörkrets hämnd.

## Hayden som ung
Hayden Christensen föddes i Vancouver och växte upp utanför Toronto i Thornhill, Ontario. Han är son till Alie, en talskrivare, och David Christensen som arbetar med mjukvaror och kommunikation till datorer. Alie Christensen är av svenskt och italienskt ursprung och David Christensen är av danskt ursprung. Han har en äldre bror, Tove, en äldre syster, Hesja och en yngre syster, Kaylen.  
Hayden gick i skolorna E.J Sand public school, Baythorn public school och Unionville high school i Unionville, Ontario. Han var idrottare i high school och spelade både hockey och tennis. Han fortsatte sin utbildning på actors studio i New York Arts York-programmet i drama på sin high school. Han "upptäcktes" när hans äldre syster Hesja letade efter en agent eftersom hon skulle vara med i en Pringles-reklam.
Han lever sedan 2007 ihop med skådespelaren Rachel Bilson som han har en dotter med..

## Åren 1993–2000
Haydens första skådespelar-roll var i TV-serien Family Passions, när han var tolv år gammal. Det följande året (1994) fick han en liten roll i John Carpenters In the Mouth of Madness. Åren 1995–1999 syntes han i flera filmer och TV-serier, till exempel Harrison Bergeron, Forever Knight, Goosebumps, The Virgin Suicides och Are You Afraid Of the Dark?
Han blev än mer känd för TV-serien Higher ground där han spelade en tonåring som blev sexuellt trakasserad av sin styvmor och på grund av detta började missbruka droger.

## Filmografi (i urval)
| År   | Titel                                    | Roll                                       | Noteringar             |
| ---- | ---------------------------------------- | ------------------------------------------ | ---------------------- |
| 1997 | Night of the Living Dummy III            | Zane                                       |                        |
| 1998 | Strike!                                  | Tinka's Date                               |                        |
| 1999 | Virgin Suicides                          | Joe Hill Conley                            |                        |
| 2000 | Trapped in a Purple Haze                 | Orin Krieg                                 | TV-film                |
| 2001 | Life as a House                          | Sam Monroe                                 |                        |
| 2002 | Star Wars: Episod II – Klonerna anfaller | Anakin Skywalker                           |                        |
| 2003 | Shattered Glass                          | Stephen Glass                              |                        |
| 2004 | Jedins återkomst (nyutgåva 2004)         | Anakin Skywalker                           | Ersatte Sebastian Shaw |
| 2005 | Star Wars: Episod III – Mörkrets hämnd   | Anakin Skywalker/Darth Vader               |                        |
| 2006 | Factory Girl                             | Billy Quinn (även krediterad som Musician) |                        |
| 2007 | Awake                                    | Clay Beresford                             |                        |
| 2007 | Virgin Territory                         | Lorenzo                                    |                        |
| 2008 | Jumper                                   | David Rice                                 |                        |
| 2009 | New York, I love You                     | Ben                                        |                        |
| 2010 | Takers                                   | A.J                                        |                        |
| 2010 | Quantum Quest: A Cassini Space Odyssey   | Jammer                                     | Röst                   |
| 2010 | Vanishing on 7th Street                  | Luke                                       |                        |
| 2014 | American Heist                           | James                                      |                        |
| 2014 | Outcast                                  | Jacob                                      |                        |
| 2015 | 90 Minutes in Heaven                     | Don Piper                                  |                        |
| 2017 | First Kill                               | Father                                     |                        |
| 2022 | Obi-Wan Kenobi                           | Anakin Skywalker/Darth Vader               |                        |
| 2023 | Ahsoka                                   | Anakin Skywalker/Darth Vader               |                        |

## Priser
| År   | Utdelare                                | Pris                                                         | Resultat  | Film                                                                        |
| ---- | --------------------------------------- | ------------------------------------------------------------ | --------- | --------------------------------------------------------------------------- |
| 2001 | National Board of Review Awards         | Best Breakthrough Performance by an Actor                    | Vinst     | Life as a House                                                             |
| 2001 | Young Hollywood Awards                  | One to Watch - Male                                          | Vinst     |                                                                             |
| 2002 | Saturn Awards                           | Cinescape Genre Face of the Future Award                     | Nominerad | Star Wars: Episod II - Klonerna anfaller                                    |
| 2002 | Filmfestivalen i Cannes                 | Chopard Trophy - Male Revelation                             | Vinst     |                                                                             |
| 2002 | Chicago Film Critics Association Awards | Most Promising Performer                                     | Nominerad |                                                                             |
| 2002 | Golden Globe Award                      | Best Supporting Actor - Motion Picture                       | Nominerad | Life as a House                                                             |
| 2002 | Online Film Critics Society             | Best Breakthrough Performance                                | Nominerad | Life as a House                                                             |
| 2002 | Screen Actors Guild Awards              | Outstanding Performance by a Male Actor in a Supporting Role | Nominerad | Life as a House                                                             |
| 2002 | Teen Choice Awards                      | Film - Choice Actor, Drama/Action Adventure                  | Nominerad | Star Wars: Episod II - Klonerna anfaller                                    |
| 2002 | Teen Choice Awards                      | Film - Choice Chemistry                                      | Nominerad | Star Wars: Episod II - Klonerna anfaller (Delat med: Natalie Portman)       |
| 2003 | Saturn Award                            | Best Performance by a Younger Actor                          | Nominerad | Star Wars: Episod II - Klonerna anfaller                                    |
| 2004 | Las Palmas Film Festival                | Best Actor                                                   | Vinst     | Shattered Glass (Oavgjort resultat med Peter Sarsgaard för Shattered Glass) |
| 2004 | Satellite Awards                        | Best Actor - Drama                                           | Nominerad | Shattered Glass                                                             |